# Lijst van nummer 1-hits in Zweden in 2005
Deze hits stonden in 2005 op nummer 1 in  de Sverigetopplistan Single Top 60, de bekendste hitlijst in Zweden.
| Datum        | Artiest                 | Titel                                           |
| ------------ | ----------------------- | ----------------------------------------------- |
| 6 januari    | Daniel Lindström        | Coming True                                     |
| 13 januari   | Daniel Lindström        | Coming True                                     |
| 20 januari   | Daniel Lindström        | Coming True                                     |
| 27 januari   | Håkan Hellström         | En midsommernattsdröm                           |
| 3 februari   | Darin                   | Money for Nothing                               |
| 10 februari  | Darin                   | Money for Nothing                               |
| 17 februari  | Kent                    | Max 500                                         |
| 24 februari  | Darin                   | Money for Nothing                               |
| 3 maart      | Darin                   | Money for Nothing                               |
| 10 maart     | Alcazar                 | Alcastar                                        |
| 17 maart     | Jimmy Jansson           | Vi kan gunga                                    |
| 24 maart     | Martin Stenmark         | Las Vegas                                       |
| 31 maart     | Nanne Grönvall          | Håll om mig                                     |
| 7 april      | Amy Diamond             | What's in It for Me                             |
| 14 april     | Amy Diamond             | What's in It for Me                             |
| 21 april     | Amy Diamond             | What's in It for Me                             |
| 28 april     | Nanne Grönvall          | Håll om mig                                     |
| 5 mei        | Schnappi                | Schnappi, das kleine Krokodil                   |
| 12 mei       | Kent                    | Palace & Main                                   |
| 19 mei       | Schnappi                | Schnappi, das kleine Krokodil                   |
| 26 mei       | Schnappi                | Schnappi, das kleine Krokodil                   |
| 2 juni       | Helena Paparizou        | My Number One                                   |
| 9 juni       | Helena Papirazou        | My Number One                                   |
| 16 juni      | Helena Papirazou        | My Number One                                   |
| 23 juni      | Helena Papirazou        | My Number One                                   |
| 30 juni      | Lars Winnerbäck & Hovet | Stort liv                                       |
| 7 juli       | Lars Winnerbäck & Hovet | Stort liv                                       |
| 14 juli      | Lars Winnerbäck & Hovet | Stort liv                                       |
| 21 juli      | Crazy Frog              | Axel F                                          |
| 28 juli      | Crazy Frog              | Axel F                                          |
| 4 augustus   | Crazy Frog              | Axel F                                          |
| 11 augustus  | Crazy Frog              | Axel F                                          |
| 18 augustus  | Crazy Frog              | Axel F                                          |
| 25 augustus  | Crazy Frog              | Axel F                                          |
| 1 september  | Crazy Frog              | Axel F                                          |
| 8 september  | James Blunt             | You're Beautiful                                |
| 15 september | Darin                   | Step Up                                         |
| 22 september | James Blunt             | You're Beautiful                                |
| 29 september | James Blunt             | You're Beautiful                                |
| 6 oktober    | James Blunt             | You're Beautiful                                |
| 13 oktober   | Depeche Mode            | Precious                                        |
| 20 oktober   | Darin                   | Step Up                                         |
| 27 oktober   | James Blunt             | You're Beautiful                                |
| 3 november   | Thåström                | Fanfanfan                                       |
| 10 november  | Kent                    | The hjärta & smärta EP                          |
| 17 november  | Madonna                 | Hung Up                                         |
| 24 november  | Madonna                 | Hung Up                                         |
| 1 december   | Madonna                 | Hung Up                                         |
| 8 december   | Madonna                 | Hung Up                                         |
| 15 december  | Agnes                   | Right Here, Right Now (My Heart Belongs to You) |
| 22 december  | Agnes                   | Right Here, Right Now (My Heart Belongs to You) |
| 29 december  | Agnes                   | Right Here, Right Now (My Heart Belongs to You) |